# Barbus lacerta
Barbus lacerta is een  straalvinnige vissensoort uit de familie van eigenlijke karpers (Cyprinidae). De wetenschappelijke naam van de soort is voor het eerst geldig gepubliceerd in 1843 door  Johann Jakob Heckel.
B. lacerta werd in 1836 verzameld in de Quwaiq bij Aleppo (Syrië) tijdens een wetenschappelijke reis van de geoloog Joseph Russegger.